# نايجل سباكمان
نايجل سباكمان (بالإنجليزية: Nigel Spackman)‏ هو لاعب كرة قدم ومدرب كرة قدم بريطاني، ولد في 2 ديسمبر 1960 في رومزي ‏ في المملكة المتحدة. لعب مع تشيلسي وشيفيلد يونايتد وكوينز بارك رينجرز ونادي بورنموث ونادي رينجرز ونادي ليفربول.

## وصلات خارجية
- نايجل سباكمان على موقع قاعدة بيانات كرة القدم.إي يو (الإنجليزية)
- نايجل سباكمان على موقع Soccerbase.com (لاعب) (الإنجليزية)
- نايجل سباكمان على موقع Soccerbase.com (مدرب) (الإنجليزية)
- نايجل سباكمان على موقع عالم كرة القدم.نت (الإنجليزية)